# Ukrán női kézilabda-válogatott
Az ukrán női kézilabda-válogatott Ukrajna nemzeti csapata, amelyet az Ukrán Kézilabda-szövetség irányít. Eddigi legnagyobb sikerük a 2000-es Európa-bajnokságon szerzett ezüstérem.

## Részvételei

### Nyári olimpiai játékok
- 1996-2000: Nem jutott ki
- 2004:  Bronz
- 2008-2024: Nem jutott ki

### Világbajnokság
- 1995: 9. hely
- 1997: Nem jutott ki
- 1999: 13. hely
- 2001: 18. hely
- 2003: 4. hely
- 2005: 10. hely
- 2007: 13. hely
- 2009: 17. hely
- 2011-2021: Nem jutott ki
- 2023: 23. hely

### Európa-bajnokság
- 1994: 11. hely
- 1996: 9. hely
- 1998: 7. hely
- 2000:  Ezüst
- 2002: 12. hely
- 2004: 6. hely
- 2006: 13. hely
- 2008: 10. hely
- 2010: 12. hely
- 2012: 14. hely
- 2014: 16. hely
- 2016-2022: Nem jutott ki
- 2024: 23. hely